# Jardim Europa (bairro de São Paulo)
O Jardim Europa é um bairro nobre da zona Oeste da cidade de São Paulo, Brasil. Forma parte da região da cidade conhecida como Jardins, de predomínio da classe-alta. O bairro faz parte do distrito do Pinheiros. É delimitado pela Avenida Brigadeiro Faria Lima, Alameda Gabriel Monteiro da Silva, Rua Groenlândia e Avenida Nove de Julho. Limita-se com os bairros: Jardim América, Jardim Paulistano e Itaim Bibi.

## História

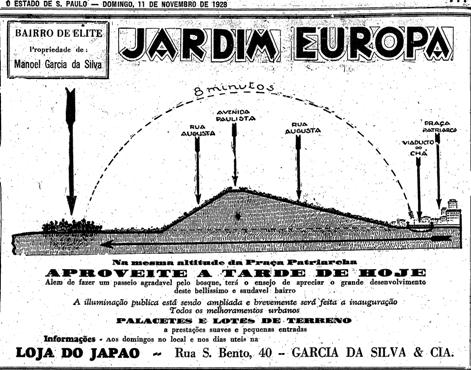
Propaganda veiculada no jornal O Estado de S. Paulo em 11 de novembro de 1928:"Além de fazer um passeio agradável pelo bosque, terá um ensejo de apreciar o grande desenvolvimento deste belíssimo e saudável bairro.
A iluminação pública está sendo ampliada e brevemente será feita a inauguração.
PALACETES E LOTES DE TERRENO
a prestações suaves e pequenas entradas."

A região onde se encontra o bairro era, originalmente, uma várzea do rio Pinheiros. A retificação deste rio e a reversão de suas águas para alimentar a Usina Hidrelétrica Henry Borden, na década de 1920, fez cessarem os alagamentos na região.
O Jardim Europa, em 1922, já estava pronto para a venda dos lotes, com uma planta detalhada que seguia o conceito de cidade-jardim. O gesto bondoso de convidar personalidades famosas, como os aviadores portugueses Gago Coutinho e Sacadura Cabral, para o evento de lançamento do bairro era, na verdade, uma estratégia de publicidade. A ideia era atrair compradores que desejassem morar no mesmo bairro onde essas celebridades supostamente teriam suas casas. Apesar disso, não há indícios de que a dupla tenha realmente construído ou morado no local.
O projeto do bairro foi assinado por Hipólito Gustavo Pujol Jr., uma figura importante da engenharia e arquitetura brasileira da primeira metade do século 20. Aprovado pelo proprietário Manuel Garcia da Silva ainda em 1922, o plano consistia em vias curvilíneas com intensa arborização, integradas a praças e jardins. Inicialmente, a planta do bairro cobria uma área de 900 mil metros quadrados, dividida em 49 quadras. As praças eram dotadas de uma grande diversidade arbórea, incluindo ipês, sibipirunas, jacarandás e palmeiras. Para fazer jus ao nome do bairro, suas vias foram todas batizadas com nomes de países e cidades da Europa.
O sonho de Manuel Garcia da Silva se realizou por completo, sendo o Jardim Europa, até hoje, um dos bairros mais valorizados de São Paulo. Ao longo de quase um século, diversas personalidades brasileiras viveram e ainda vivem lá. Entre os que já não estão entre nós, destacam-se Assis Chateaubriand e o ator John Herbert. Entre os moradores atuais, figuram nomes como o ex-governador de São Paulo João Doria, a ex-prefeita Marta Suplicy e o ex-jogador Ronaldo.
No entanto, a criação do bairro não foi unânime. A consciência ambiental era praticamente inexistente na época, e a expansão urbana paulistana avançava sem respeitar leitos e margens de rios, derrubando florestas e canalizando córregos. Mesmo assim, uma voz solitária se levantou contra a criação do Jardim Europa: Cyrano, um cronista do extinto jornal da colônia italiana Fanfulla. Em seu artigo intitulado “Pela salvação do Jardim Europa”, ele clamava para que algum milionário paulista, como o Conde Matarazzo, adquirisse toda a área com o objetivo de preservá-la como um imenso parque tropical.
As fotografias da época mostram que o Jardim Europa, antes de ser desmatado e loteado, era uma grande floresta. Cyrano, com sua visão ambientalista, foi ignorado à época, mas seu apelo ressoa como uma reflexão atual sobre a preservação ambiental e o impacto da urbanização.

## Atualidade
O bairro é um dos mais valorizados da cidade, com o metro quadrado (m²) valendo cerca de R$ 14.000. Nas ruas Tucumã, Professor Artur Ramos, Fréderic Chopin, Seridó e Franz Schubert, o metro quadrado chega a valer R$ 28.000. Alguns edifícios dessas vias são voltados para o Esporte Clube Pinheiros. É classificado pelo CRECI como "Zona de Valor A", mesmo grau de: Moema, Vila Nova Conceição e Higienópolis.
Bairro-jardim formado majoritariamente por grandes residências de alto padrão, abriga diversos estabelecimentos culturais em suas principais avenidas. Na Avenida Brigadeiro Faria Lima, conhecida por seus numerosos edifícios financeiros, encontra-se o Museu da Casa Brasileira, que expõe exemplares do mobiliário dos séculos XVII ao XXI e promove exposições, palestras e cursos. Na mesma via situam-se o edifício Dacon e o Esporte Clube Pinheiros, o maior clube poliesportivo do Hemisfério Sul.
A Avenida Europa possui três importantes museus de arte:
 
i) Fundação Cultural Ema Gordon Klabin, instituição que conserva e divulga o acervo artístico, histórico e científico de Ema Gordon Klabin;
 
ii) o Museu da Imagem e do Som de São Paulo, que porta um acervo de mais de 200 mil itens entre fotografias, filmes, vídeos, cartazes, discos de vinil e registros sonoros; seus destaques são os depoimentos de Tarsila do Amaral e de Tom Jobim, registros em áudio sobre a Companhia Cinematográfica Vera Cruz, Memória do Rádio e Memória Paulo Emílio Salles Gomes;
 iii) o Museu Brasileiro da Escultura e Ecologia, que desenvolve extensa e diversificada programação cultural, com exposições, cursos, seminários, palestras e recitais de piano.
 Além de na Av. Europa se localizarem instituições de cultura, a via também é conhecida pelo comércio de carros esportivos de luxo.
Em seu território encontra-se o Consulado do México.
A Paróquia São José do Jardim Europa fica na Rua Dinamarca (esquina com Rua Áustria).

### Moradores e ex-moradores
- Assis Chateaubriand (1892 - 1968), jornalista, empresário, mecenas, político[14]
- Eduardo Suplicy (1941), economista, professor, político[15]
- Fausto Silva (1950), apresentador de televisão.[16]
- João Paulo Diniz (1963), empresário[17]
- Joesley Batista (1972), empresário, delator[18]
- John Herbert (1927 - 2011), ator, diretor e produtor[19]
- Kaká (1982), futebolista[20]
- Marta Suplicy (1945), política, psicóloga, apresentadora de televisão[21]
- Pedro Paulo Diniz (1970), piloto[20]
- Ronaldo Luís Nazário de Lima (1976), futebolista[22]